# Hans-Peter Milles
Hans-Peter Milles (* 27. Mai 1951 in Düsseldorf) ist ein deutscher Architekt und Politiker der SPD.

## Ausbildung und Beruf
Hans-Peter Milles erlangte 1969 die Mittlere Reife und 1974 die Fachhochschulreife. Ab 1977 folgte ein Studium des allgemeinen Bauingenieurwesens an der Fachhochschule Hagen. Von 1978 bis 1982 schloss sich ein Studium der Architektur an der Fachhochschule Düsseldorf an. Im Jahre 1982 beendete er seine Ausbildung als Dipl.-Ing. der Architektur. Danach war er bis zum Jahre 2000 als Architekt in der Funktion Sachgebietsleiter Wohnhäuser bei den Stadtwerken Düsseldorf AG tätig. Seit 1. April 2004 ist er erneut bei den Stadtwerken Düsseldorf AG in Teilzeit beschäftigt.

## Politik
Hans-Peter Milles ist seit Oktober 1971 Mitglied der SPD. Er ist Vorstandsmitglied im SPD-Ortsverein Benrath/Urdenbach im SPD-Unterbezirk Düsseldorf. Von 1978 bis 1998 war er Delegierter, seit 1998 ist er Ersatzdelegierter auf dem Unterbezirksparteitag. Er ist Vorstandsmitglied in der Arbeitsgemeinschaft für Arbeit in der SPD im Unterbezirk Düsseldorf. Vorsitzender der Betriebsgruppe der SPD bei den Stadtwerken Düsseldorf AG war er von 1988 bis 1994. Seit 1984 ist er Mitglied der Bezirksvertretung 9 in Düsseldorf. Weitere Stationen seiner politischen Laufbahn: 1994 bis Oktober 1999 Bezirksvorsteher, von Oktober 1999 bis Oktober 2000 stellvertretender Bezirksvorsteher.
Milles war von 1971 bis 1984 Mitglied der IG Bau-Steine-Erden. Danach wechselte er in die Gewerkschaft ÖTV. Er ist seit 1984 Vertrauensmann der ÖTV, Kreisverband Düsseldorf.
Hans-Peter Milles war von 2000 bis 2005 direkt gewähltes Mitglied des 13. Landtags von Nordrhein-Westfalen.